# Daigo (métro de Kyoto)
Pour les articles homonymes, voir Daigo (homonymie).
Daigo (醍醐駅, Daigo-eki) est une station du métro de Kyoto sur la ligne Tōzai dans l'arrondissement de Fushimi à Kyoto.

## Situation sur le réseau
La station Daigo est située au point kilométrique (PK) 2,4 de la ligne Tōzai.

## Histoire
La station a été inaugurée le 12 octobre 1997.

## Services aux voyageurs

### Accès et accueil
La station est ouverte tous les jours.

### Desserte
- Ligne Tōzai :
  - voie 1 : direction Uzumasa Tenjingawa
  - voie 2 : direction Rokujizō

## À proximité
- Daigo-ji